# Phrynobatrachus villiersi
Phrynobatrachus villiersi är en groddjursart som beskrevs av Jean Guibé 1959. Phrynobatrachus villiersi ingår i släktet Phrynobatrachus och familjen Phrynobatrachidae. IUCN kategoriserar arten globalt som sårbar. Inga underarter finns listade i Catalogue of Life.